# Conca de Barberà

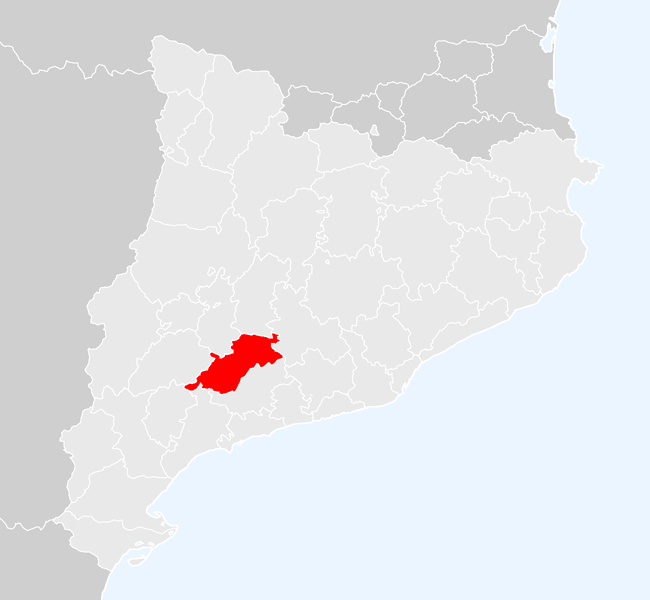
Localização do Conca de Barberà, na Catalunha.

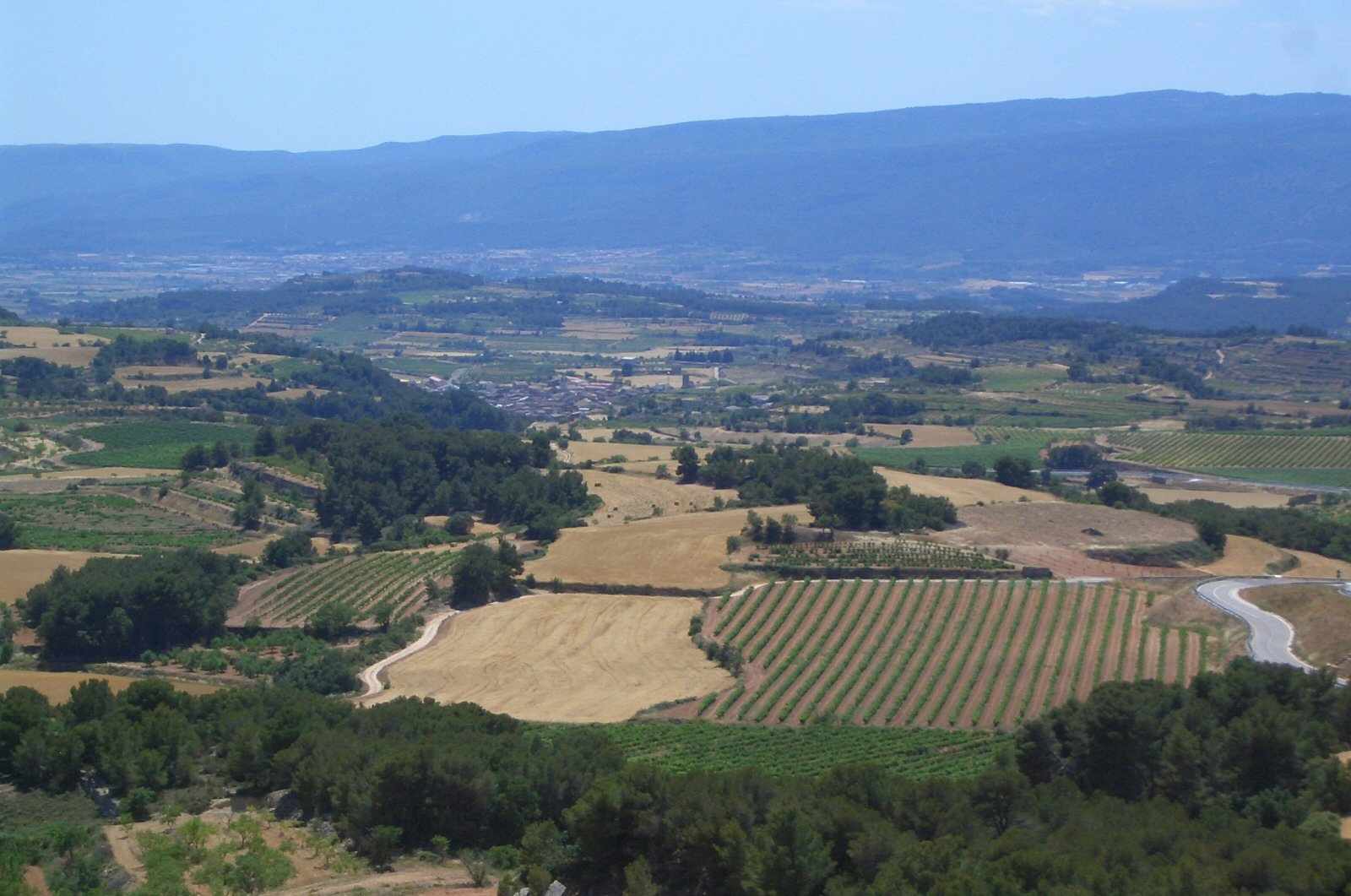
Conca de Barberà.

Conca de Barberà é uma região (comarca) da Catalunha. Abarca uma superfície de 650,24 quilômetros quadrados e possui uma população de 20.057 habitantes.

## Subdivisões
A comarca do Conca de Barberà subdivide-se nos seguintes 22 municípios:
- Barberà de la Conca
- Blancafort
- Conesa
- Espluga de Francolí
- Forès
- Llorac
- Montblanc
- Passanant i Belltall
- Les Piles
- Pira
- Pontils
- Rocafort de Queralt
- Santa Coloma de Queralt
- Sarral
- Savallà del Comtat
- Senan
- Solivella
- Vallclara
- Vallfogona de Riucorb
- Vilanova de Prades
- Vilaverd
- Vimbodí i Poblet